# 聖瑪利亞德涅瓦
4°35′S 77°54′W / 4.583°S 77.900°W
聖瑪利亞德涅瓦（西班牙語：Santa María de Nieva），是秘魯的城鎮，位於該國北部亞馬遜大區，是孔多爾坎基省的首府，海拔高度230米，2006年人口2,749，大部分居民從事農業、畜牧業和漁業。